# Not Alone (bài hát của Linkin Park)
"Not Alone" là một bài hát được sáng tác và thu âm bởi ban nhạc rock người Mỹ Linkin Park, được trích từ album tổng hợp đầu tiên, Download to Donate cho Haiti. Đây là đĩa đơn thứ 21 của ban nhạc, được phát hành vào ngày 21 tháng 10 năm 2011. Bài hát là ca khúc mở đầu của album. Ngoài ra video âm nhạc của bài hát đã được phát hành vào ngày 19 tháng 1 năm 2010.

## Hoàn cảnh
Mike Shinoda và Rick Rubin cùng phát hành đĩa đơn. Đây là đĩa đơn duy nhất của album tổng hợp. Bài hát cũng được bao gồm trong album Download to Donate cho Haiti V2.0. Sau trận động đất và sóng thần Tohoku năm 2011, ban nhạc cũng đưa vào một đoạn nhạc cụ "Issho Ni" trong phần thứ 3 của album, Download to Donate: Tsunami Relief.

## Doanh số thương mại
Bài hát đã có hơn 115.000 lượt tải xuống khi phát hành đĩa đơn. Đĩa đơn này là đĩa đơn kém thành công nhất của ban nhạc, cũng như là đĩa đơn quảng bá thành công thứ 4 của ban nhạc sau bài hát "A Light That Never Comes" với nhạc sĩ điện tử người Mỹ Steve Aoki, "Lying from You" và "Powerless". Bài hát đã quyên góp được hơn 148.350$ cho trận động đất ở Haiti.

## Video âm nhạc
Video âm nhạc của bài hát được phát hành vào ngày 2 tháng 3 năm 2010 trên YouTube, iTunes và Myspace. Video do Bill Boyd đạo diễn. Video là một video âm nhạc loại trình chiếu cảnh quay. Nó chứa những thước phim về thảm kịch và khủng hoảng diễn ra ở Haiti sau trận động đất.
Video cho thấy người dân Haiti sống sót như thế nào trong một thảm họa động đất, với cảnh hàng chục người bị thương, nhiều người chết, họ đau khổ thế nào sau thảm họa... Trong video có cảnh Linkin Park thu âm và sáng tác bài hát cho album tổng hợp.
Tính đến tháng 1 năm 2021, bài hát đã có 22 triệu lượt xem trên YouTube.

## Danh sách ca khúc
Tất cả các bài hát do Linkin Park biên soạn và sáng tác.
| Đĩa đơn kỹ thuật số | Đĩa đơn kỹ thuật số | Đĩa đơn kỹ thuật số     | Đĩa đơn kỹ thuật số |
| STT                 | Nhan đề             | Nhà sản xuất            | Thời lượng          |
| ------------------- | ------------------- | ----------------------- | ------------------- |
| 1.                  | "Not Alone"         | Rick Rubin Mike Shinoda | 4:12                |

## Nhân sự
- Chester Bennington - ca sĩ chính
- Rob Bourdon - trống, bộ gõ
- Brad Delson - guitar
- Dave "Phoenix" Farrell - guitar bass
- Joe Hahn - sampler, bàn xoay
- Mike Shinoda - hát bè, đàn organ

## Lịch sử phát hành
| Vùng lãnh thổ | Ngày                      | Định dạng             | Hãng đĩa                  |
| ------------- | ------------------------- | --------------------- | ------------------------- |
| Thế giới      | Ngày 19 tháng 1 năm 2010  | Truyền trực tuyến     | Warner Bros. Machine Shop |
| Thế giới      | Ngày 21 tháng 10 năm 2011 | Tải xuống kỹ thuật số | Warner Bros. Machine Shop |